# Adolphe Stoclet
Pour les articles homonymes, voir Stoclet.
Adolphe Stoclet, né le 30 septembre 1871 et mort le 3 novembre 1949, est un financier bruxellois, amateur d'art renommé, né au sein d’une famille de banquiers belges d'origine gembloutoise. Il est le commanditaire du palais Stoclet, situé au n° 279 de l'avenue de Tervueren à  Woluwe Saint-Pierre (Bruxelles).

## Origines, famille et vie
Adolphe René Louis Stoclet, né à Saint-Gilles le 30 septembre 1871, est le fils de Victor Stoclet (1843-1904), directeur de la Société générale de Belgique et d'Anne (dite Kitty) Caspers (1842-1908), d'origine allemande, qui s'étaient mariés à Ixelles en 1869. 
Adolphe Stoclet épouse à Bruxelles en 1896 et en désaccord avec sa famille comme le note son biographe, Suzanne Stevens (1874-1949), fille d'Arthur, critique d'art, expert et marchand de tableau, et de sa seconde épouse Elisa Collart. Suzanne Stevens était la nièce des peintres belges Joseph Stevens (1816-1892) et Alfred Stevens (1823-1906), et parente de l'architecte français Robert Mallet-Stevens. 
Du mariage d'Adolphe Stoclet avec Suzanne Stevens naîtront trois enfants : 
- Raymonde Stoclet (1897-1963), qui épousa Lucien Feron,
- René Stoclet (1902-1934),
- Jacques Stoclet (1903-1961), qui sera l'époux d'Anne (dite Anny) Geers (1908-2002). Celle-ci, veuve, fut créée à titre personnel en 1986 baronne Stoclet.

Adolphe Stoclet, après de brillantes études à l'Université libre de Bruxelles, est ingénieur civil des chemins de fer, à Milan d'abord puis à Vienne, durant une dizaine d'années. A son retour en Belgique en 1904, il s'occupe également d'une société de chemins de fer, mais aussi de sociétés financières liées à celle-ci. Il sera appelé ensuite comme directeur à la Société générale de Belgique, fonction qui avait été aussi exercée par son arrière-grand-père François Jacques de Munck, conseiller communal de Bruxelles et directeur de la susdite société.
En 1929, il participe à la fondation de l'Institut belge des hautes études chinoises.
Ses dernières années furent assombries par une paralysie qui le cloua dans une chaise roulante. Son épouse, avec qui il formait un couple fusionnel, le rejoignit dans la tombe 15 jours après son décès.

## Le palais Stoclet
En voyage à Vienne pour réaliser un projet ferroviaire, ville où résidait également son oncle Louis Caspers qui y était négociant et administrateur de sociétés, il rencontre l’un des maîtres de la Sécession viennoise, l’architecte Josef Hoffmann dont il partage les goûts avant-gardistes. Stoclet entend faire construire son propre hôtel particulier. Il envisage momentanément de l’installer à Vienne, avant de se décider finalement pour Bruxelles. L’homme d’affaires s’adresse tout naturellement à Hoffmann pour concevoir le bâtiment. L’architecte reçoit non seulement carte blanche mais aussi un budget illimité, et crée pour son commanditaire le palais Stoclet dont la réalisation s'échelonna de 1905 à 1911. La décoration intérieure est de Gustav Klimt et Fernand Khnopff.